# 柏礁
（直译：「巴克加拿大礁」，越南语：／，直译：「渔船岛」），是一座位于南中国海南沙群岛的环礁，位于尹庆群礁东南约50海里（93）。
柏礁呈狭长形，沿东北—西南方向延伸，低潮时出露，礁门位于东南侧，礁湖水浅，适合捕捞作业。柏礁北端有鸟鱼锭石，南端有单柱石。目前柏礁由越南实际控制，并已在该礁填海造岛。中华人民共和国、中華民國、馬來西亞、菲律宾亦宣称对其拥有主权。

## 名称
柏礁的英语名称为「Barque Canada Reef」，源自1864年12月24日，英国巴克船「加拿大号」（Canada）在此暗礁遭遇船难，为了纪念此事而命名为「巴克船加拿大号礁」。
1935年，中华民国水陆地图审查委员会审定公布《中国南海各岛屿华英名对照表》，其中「Barque Canada」被翻译为「霸加那大礁」。1939年，日本佔領南沙群島，把此礁命名爲「生月礁」，直到1945年日本投降為止。1947年10月，中华民国内政部公布《南海諸島新舊名稱對照表》，此礁不在表內。
1983年4月，中华人民共和国中国地名委员会公布《我国南海诸岛部分标准地名》，此礁定名为「柏礁」，旁注当地渔民习用名称「海口线」。
越南称为「渔船岛」（越南语：／）。马来西亚称为「柏拉胡礁」，意为「船礁」。菲律宾称为「馬示加多礁」。

## 歷史
1864年12月24日凌晨12点30分，英国巴克船「加拿大号」（Canada）在此触礁。当时这处暗礁尚未标注在1863年的航海图上，船长奥尔（P. Orr）推算触礁位置大约在北纬8度20分，东经113度29分，之后此礁便得名「巴克船加拿大号礁」（Barque Canada Reef）。弃船后，船长沿着暗礁的迎风侧前行，绕过南端时发现了单柱石（Lizzie Webber Shoal）。
越南曾在1978年短暂占领柏礁，但因为环境恶劣，同年5月便撤离。1987年3月，为防止马来西亚占据，越南军队重新进驻，并在柏礁上设立了其在南沙群岛上的第十座永久性前哨基地。
2022年起，越南在柏礁快速进行大规模填海造岛工程，單單1年新增面積就遠超過去10年總和，填海規模僅次於中國。截止2025年已修建一条8,000英尺（2,400）长的飞行跑道，并建有港口和疏浚航道，足以停泊军舰等大型船只。